# 愛的魔幻
愛的魔幻（LOVE PSYCHEDELICO，简称 DELICO）是一個日本的摇滚乐队，成員為 KUMI 及 NAOKI。1997年，兩人在日本青山學院大學的愛樂社創立此團。目前隶属于 Victor Entertainment 旗下。

## 成员资料

### KUMI
- 出生年月：1976年4月11日
- 出身地：東京都
- 血型：O型

### NAOKI / 佐藤直樹
- 出生日期：1973年7月21日
- 出身地：靜岡縣
- 血型：O型

## 簡历
1997年1月，同为青山學院大學音乐社成员的KUMI和NAOKI组成了愛的魔幻（LOVE PSYCHEDELICO）。1999年11月，参加电台的歌曲征集活动。DELICO的作品一经播出，很多听众纷纷打电话到电台询问情况。也吸引了多位音乐界专业人士的眼光，数家音乐事务所、唱片公司向他们邀约出唱片事宜。
2000年1月，在淘兒唱片（Tower Record）发行售价为100日元的獨立發行唱片。同年4月21日，发行了出道单曲「LADY MADONNA～憂鬱なるスパイダー～」（LADY MADONNA～憂鬱的蜘蛛～）。日语与英语自由交错的歌词，以及KUMI独特的声线，给日本流行乐界带来了强烈的冲击。KUMI流畅自由的英语，由来于她童年时代在美國舊金山的生活经历。翌年1月，DELICO的第一张专辑《THE GREATEST HITS》发行，销量超过百万张。唱片封面上的版画风格的KUMI手握老式话筒歌唱的形象也成了DELICO的标志。
2002年1月9日，第二张专辑《LOVE PSYCHEDELIC ORCHESTRA》发表。与首张专辑相比，收录了更多偏重搖滾风格的歌曲。这张专辑最初就预订标题中要有队名LOVE PSYCHEDELICO，因为名稱太长，为了让聽眾易记，特意让「ORCHESTRA」的「O」和「PSYCHEDELICO」结尾的「O」相连。
2003年，DELICO的第八张单曲「My last fight」搭配富士電視台連續劇《恋爱中姐妹》（ハコイリムスメ！）的主题曲。2004年，将DELICO的影响力进一步扩大的第三张专辑《LOVE PSYCHEDELICO III》发行，其中的第一首曲目「Everybody needs somebody」被起用为草剪刚主演的日韩合作电影《维纳斯旅馆》（Hotel Venus）的主题曲。
2005年初，第一張精選輯《Early Times》，初登场获得Oricon排行榜第一名。同年5月27日，首次武道館公演获得成功。
2006年6月28日，发表单曲「Aha! (All We Want)」。第六張大碟《Golden Grapefruit》於2007年7月27日發行，並會首次於電視音樂節目示人。而訪談的嘉賓為小野洋子，亦即是約翰·連儂的第二位妻子。

## 唱片

### 單曲
- LADY MADONNA（2000年4月21日）
- Your Song（2000年7月5日）
- Last Smile（2000年11月1日）後改編成香港歌手鄧健泓首張專輯鄧健泓主打歌《直上》
- Free World（2001年5月23日）
- I will be with you（2001年11月7日）
- 裸の王様（2002年7月24日）
- I am waiting for you（2003年1月22日）
- My last fight（2003年11月5日）
- fantastic world（2004年12月8日）
- Right now（2005年6月16日）
- Aha! （All We Want）（2006年6月28日）
- Dry Town 〜Theme of Zero〜/Shadow behind（2010年5月19日）
- It's You（2011年8月10日）
- Beautiful World/Happy Xmas (War Is Over)（2012年11月14日）
- Love Is All Around（2015年9月）

### 專輯
1. THE GREATEST HITS（2001年1月11日）
2. LOVE PSYCHEDELIC ORCHESTRA（2002年1月9日）
3. LOVE PSYCHEDELICO III（2004年2月25日）
4. GOLDEN GRAPEFRUIT（2007年6月27日）
5. ABBOT KINNEY（2010年1月13日）
6. IN THIS BEAUTIFUL WORLD（2013年4月17日）
7. LOVE YOUR LOVE（2017年7月5日）
8. A revolution（2022年10月5日）

### 精選輯
1. Early Times（2005年2月9日）
2. This is LOVE PSYCHEDELICO（2008年6月18日）
3. LOVE PSYCHEDELICO THE BEST I、II（2015年2月18日）
4. Complete Singles 2000-2019（2020年2月25日）

### 現場專輯
1. LIVE PSYCHEDELICO（2006年3月22日）
2. 15th Anniversary Tour -The Best - Live（2017年2月）

### 影像作品
1. THE FILM 1999.12-2002.05（2002年11月21日）
2. IN CONCERT AT BUDOKAN（2005年12月7日）
3. GOLDEN GRAPEFRUIT BOX（2008年6月18日）

## 外部連結
- 愛的魔幻官方網頁 （页面存档备份，存于）

1. ↑  . Nippon Project. 2008-05-26  [2023-10-14]. （原始内容存档于2009-12-21） （英语）.
2. ↑  薛荔. . 新浪新闻 (音像世界). 2003-04-08  [2024-05-07]. （原始内容存档于2024-05-07）.